# 持田秋
持田秋（日语：／ Mochida Aki，1984年7月2日—）是一名日本漫畫家，鹿兒島縣出生，目前居住於東京。巨蟹座，血型A型，身高161.9公分。日本立正大學畢業。
持田秋是筆名，本名為福家博美，被暱稱為「持持」、「小秋」。漫畫家槙陽子為其親姐姐，都於りぼん雜誌上連載漫畫。

## 關於
- 家族成員有父、母、兄、姐、祖母。並飼養有迷你臘腸犬兩隻，分別是「LEO」、「COCO」。

- 在還是大學生時，當過棒球社經理。

- 和同雜誌的連載漫畫家小櫻池夏海、半澤香織、村田真優關係要好。
- 大學一年級時，選修的第二外語為德語。

## 經歷
- 2000年的《りぼん秋季增刊號》連載出道作《角砂糖戀愛》。

- 2003年的作品《如果闔起教科書》在《りぼん》初次刊載，之後的作品《千金戀人》於2005年在同雜誌上初次連載。

- 2008年8月開始連載《站在斜坡上的你（君は坂道の途中で）》。

- 2009年8月16日在台灣的漫畫博覽會舉辦第一次的來台簽名會。

- 2010年7月28日開始在講談社創刊的「ARIA」雜誌上連載《PIKA☆ICHI-正義之星》。此作品為持田秋與姊姊槙陽子共同創作，由槙陽子作畫、持田秋寫腳本。

- 同年、2010年在集英社雜誌「Cookie」發表與槙陽子合作的《zen zen》。從2月號到4月號短期連載，並有續篇的預定。

- 早期在《りぼん》雜誌上積極的發表，其風格清新，善於描繪情竇初開的少女情結，同時其作品與一般少女漫畫特徵截然不同。

- 近年來在《Cookie（クッキー）》雜誌上活躍，作品更深入探討成人世界的種種，逐漸從劇情夢幻的少女漫轉向淑女漫市場，描繪更加細膩，風格更加寫實

- 2022年作品《黃金覆盆子（暫譯）》榮獲日本新媒體動漫藝術節漫畫部門大賞[4]。

## 作品

### 作品列表
| 作品                | 日文原名 | 卷數、回數、收錄                  | 連載期                                 |
| ------------------- | -------- | --------------------------------- | -------------------------------------- |
| 千金戀人            |          | 3話。於千金戀人單行本。           | 2005年『りぼん5月號 - 7月號』。        |
| 戀上你之後的我      |          | 1話。於千金戀人單行本。           | 2006年『りぼんオリジナル2月號』。      |
| 甜上加甜的蜜糖小姐  |          | 1話。於千金戀人單行本。           | 2007年『りぼん1月號別冊まんが』。      |
| 戀愛筆記本          |          | 6話。於戀愛筆記本單行本。         | 2006年『りぼん5月號 - 10月號』。       |
| 藍色緞帶            |          | 3話。於藍色緞帶單行本。           | 2005年『りぼん11月號 - 2006年1月號』。 |
| 最後的湛藍          |          | 1話。於藍色緞帶單行本。           | 2005年『りぼん9月號』。                |
| KITTY遲來的告白     |          | 1話。於KITTY遲來的告白單行本。    | 2005年『りぼんオリジナル2月號』。      |
| 流星賜給我個吻      |          | 1話。於KITTY遲來的告白單行本。    | 2005年『りぼん2月號別冊ふろく』。      |
| 唐吉訶德男孩        |          | 1話。於KITTY遲來的告白單行本。    | 2004年『りぼん9月號』。                |
| 青春時代            |          | 1話。於KITTY遲來的告白單行本。    | 2004年『りぼんオリジナル6月號』。      |
| 如果闔起教科書      |          | 1話。於KITTY遲來的告白單行本。    | 2003年『りぼん11月號』。               |
| 真夜中的Kiss        |          | 2卷，9話。於真夜中的Kiss單行本。  | 2007年『りぼん4月號 - 12月號』。       |
| 130公分開始的聖誕節 |          | 1話。於真夜中的Kiss第一集單行本。 | 2007年『りぼん12月號別冊ふろく』。     |
| 再見了，金盞花      |          | 1話。於真夜中的Kiss第二集單行本。 | 2007年『秋季增刊號りぼんスペシャル』。 |

### 單行本
- 美麗花蝴蝶（蝶々くらべ） 全1冊‧大然出版
- Kitty 遲來的告白（キティ） 全1冊‧尖端出版
- 藍色緞帶（ブルー．リボン） 全1冊‧尖端出版
- 戀愛筆記本（ルーズリーフ） 全1冊‧尖端出版
- 千金戀人 （ロイヤルストレート） 全1冊‧尖端出版
- 真夜中的Kiss （真夜中にKiss） 全2冊‧尖端出版
- 你在坡道的途中（君は坂道の途中で） 全3冊‧尖端出版
- PIKA☆ICHI-正義之星（ピカ☆イチ）全7冊‧尖端出版 （與槙陽子合作）
- zen zen 古瀨學習塾 全1冊‧尖端出版（與槙陽子合作）
- 明治浪漫花綺譚（花めぐりあわせ） 全2冊‧尖端出版
- 回憶中的金平糖（おもいで金平糖） 1～4冊（日本不定期連載中）‧尖端出版
- 如星星閃耀的你（キラ星のごとく） 全1冊‧尖端出版
- 微憂的甜蜜（スイートソロウ） 全3冊‧尖端出版
- 第一次的戀愛童話（初めて恋をした日に読む話）未完‧尖端出版
- 黃金覆盆莓（ゴールデンラズベリー）（連載中）‧東立出版

### 台灣尚未出版
- グッド‧バイ
- ぶどうとスミレ(全2冊)

### 漫畫改編影視作品
- 初戀那一天所讀的故事（改編自：初めて恋をした日に読む話，又譯作：第一次的戀愛童話）

## 外部連結
- 持田秋的X（前Twitter）
- 持田秋的Instagram帳戶